# ルドルフ・フォン・ビュノー (陸軍少佐)
ルドルフ・フォン・ビュノー(ドイツ語: Rudolf von Bünau、1915年5月6日 - 1943年8月15日)は、ドイツの軍人。最終階級は陸軍少佐。第二次世界大戦ではドイツ陸軍第9装甲偵察大隊に所属し、騎士鉄十字章を受章した。
1943年8月15日にソヴィエト連邦ロスラヴリで戦死。死後少佐に昇進した。
父は陸軍歩兵大将のルドルフ・フォン・ビュノー。

## 叙勲
- 鉄十字章
  - 二級鉄十字勲章1939年章
  - 一級鉄十字勲章1939年章
- 1941年/1942年東部戦線冬季戦記章
- 騎士鉄十字章
  - 騎士鉄十字章 (1943年8月8日)[1]